# Palais de justice de Bruxelles
 (août 2013).
Si vous disposez d'ouvrages ou d'articles de référence ou si vous connaissez des sites web de qualité traitant du thème abordé ici, merci de compléter l'article en donnant les références utiles à sa vérifiabilité et en les liant à la section « Notes et références ».
Le palais de justice de Bruxelles (en néerlandais : Justitiepaleis van Brussel) est un imposant bâtiment de style éclectique d'inspiration gréco-romaine situé sur la place Poelaert à Bruxelles. Il est le siège de l'arrondissement judiciaire de Bruxelles, ainsi que de plusieurs cours et tribunaux, dont la Cour de cassation, la Cour d'assises, la Cour d'appel de Bruxelles, le Tribunal de première instance de Bruxelles et enfin l'Ordre des avocats de Bruxelles.
D'une surface au sol de 26 000 m2, il est considéré comme étant le plus grand bâtiment construit au 19e siècle et reste l'un des plus grands bâtiment au monde dépassant ainsi la basilique Saint-Pierre de Rome. Il est l'œuvre de l'architecte Joseph Poelaert. 
La structure est en cours de rénovation depuis 1984 et des échafaudages datant de cette époque sont encore fixés au bâtiment, bien que leur démontage est prévu d'ici 2030.

## Gestation
Le premier palais de Justice avait été établi à l'emplacement de l'ancienne église des Jésuites, place de la Justice. Construit en 1818-1823 par l'architecte François Verly, le bâtiment se délabra rapidement. La question de la construction d'un nouveau palais de justice plus spacieux se posa dès 1837. On envisagea d'abord de le reconstruire au même endroit. Ce projet, dont le coût était évalué à trois millions de francs, avorta rapidement. L'idée de construire un nouveau palais de justice au quartier Léopold n'eut pas davantage de succès. En 1846-1847, un autre projet de reconstruction du Palais fut également enterré.
Une commission, instituée en 1853, proposa en 1857 d'organiser un concours. Le choix de l'emplacement donna cependant lieu à des controverses animées. En 1858, le ministre de la justice Victor Tesch suggéra pour la première fois les jardins de la famille de Merode, à l'endroit où serait percé le prolongement de la rue de la Régence. Le gouverneur de la province de Brabant suggéra qu'il serait possible par la même occasion de relier le nouveau quartier Louise au centre de la ville. À la suite d'une proposition du conseiller auprès de la cour d'appel Gustave Bosquet, visant à installer le bâtiment perpendiculairement à la rue de la Régence plutôt qu'à la droite de ce prolongement, une étude fut confiée à l'ingénieur en chef Groetaers. Dans son rapport, ce dernier préconisa de construire un bâtiment de 19 000 m2, avec une façade de 100 m faisant face à une place carrée de 100 m de côté. Des désaccords étant apparus entre Groetaers et le bourgmestre de Bruxelles, ce dernier proposa de mettre au concours la construction d'un palais de justice de 16 000 m2. Ce concours international, doté de trois prix, fut organisé par Arrêté royal du 27 mars 1860 et 28 projets furent déposés. Aucun n'ayant satisfait le jury, celui-ci recommanda au gouvernement de désigner un architecte et de porter la superficie du projet à 20 000 m2.
En 1861, le ministre Victor Tesch choisit l'architecte Joseph Poelaert. Poelaert soumit en avril 1862 un avant-projet, qui fut approuvé par le ministre Tesch. C'est ensuite à Paris, loin des pressions et des influences de Bruxelles, que Poelaert se retira pour mettre la touche finale à ses plans. Il y avait réuni une équipe de dessinateurs, parmi lesquels Charles Laisné et Édouard Corroyer.

## La construction
La première pierre fut posée le 31 octobre 1866, sous le règne de Léopold II. Le Palais fut inauguré le 15 octobre 1883, après la mort de l'architecte Joseph Poelaert, en présence du roi Léopold II qui toutefois ne s'était pas mêlé à la construction de cet édifice.
Le domaine du Couvent des Dames de Berlaymont et le parc de l'hôtel de Mérode sont expropriés par un arrêté royal de Léopold Ier, tout comme l'îlot compris entre les rues d'Artifice et des Sabots, et font place à sa construction à partir de 1866. Les 75 propriétaires de cette partie des Marolles, dont beaucoup habitaient leurs maisons bruxelloises, furent largement indemnisés, quant aux habitants, environ une centaine, ils furent relogés dans une cité-jardin construite par Poelaert dans le quartier du Chat à Uccle.

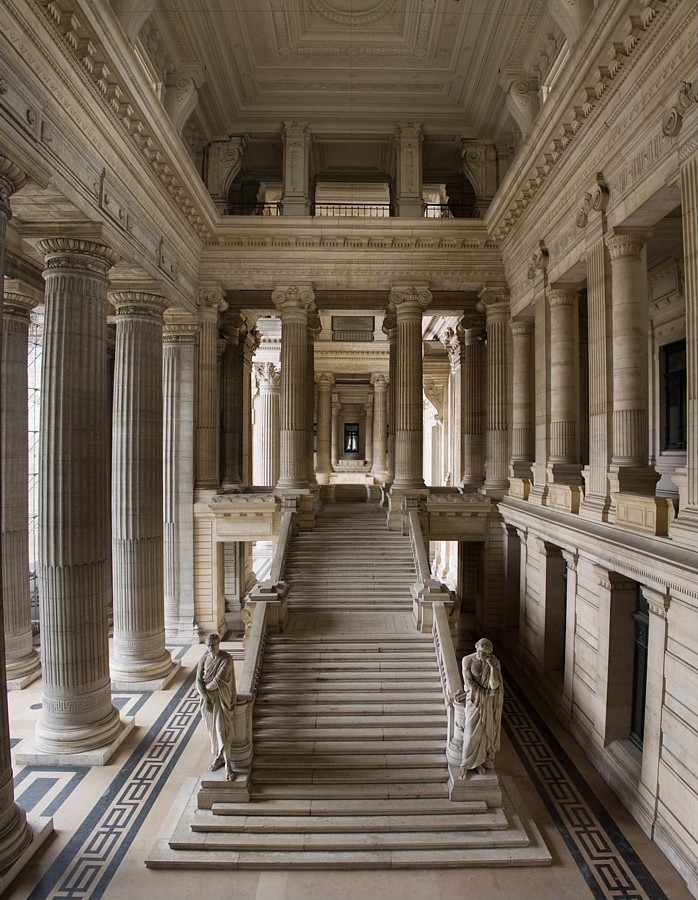
Escaliers du palais de justice de Bruxelles.

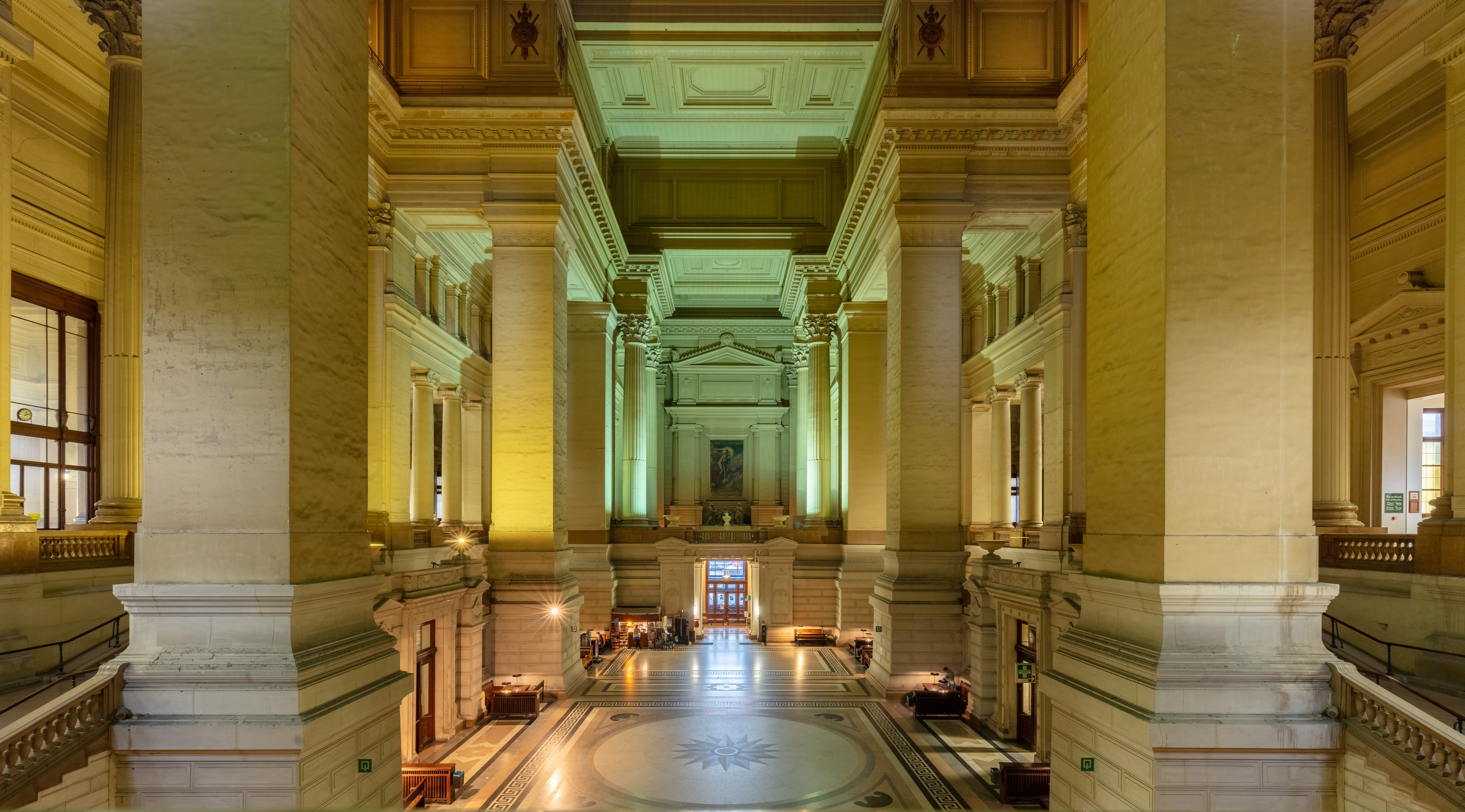
Vue de l'intérieur du palais de Justice.

Poelaert lui-même habitait au cœur des Marolles, rue des Minimes, dans une maison attenante à ses vastes bureaux et ateliers et qui communiquait avec ceux-ci.
Le palais de justice était à l'époque le plus grand bâtiment du monde historique et reste aujourd'hui encore l'un des plus grands bâtiments en pierre de taille de la planète. Ce n'est qu'en 1965 qu'il a été dépassé comme le plus volumineux bâtiment du monde par le VAB (Vehicle Assembly Building) de la NASA à Cap Canaveral. Bien des questions demeurent sur ce chantier qui a vu son budget dépasser les 50 millions de francs (ce qui équivalait à une année entière de travaux publics dans le royaume) pour une estimation initiale de 4 millions à peine. La démesure du chantier, et la liberté laissée à l'architecte d'outrepasser presque toutes les règles initialement imposées, restent un grand mystère.
Avec ses colonnades titanesques, ses pilastres et ses entablements, le palais offre un spectacle piranésien qui a suscité l'admiration de Garnier, architecte de l'opéra de Paris. Le plan est organisé autour du vide central de la salle des pas perdus avec sa hauteur de cent mètres sous le dôme central, espace de distribution des circulations organisées pour donner accès aux salles d'audience du rez-de-chaussée et des étages selon une disposition qui se voulait rationnelle en fonction des exigences de l'époque.
Poelaert avait prévu d'achever le palais par un couronnement inspiré des ziggourats babyloniennes et conçu, d'après les dessins d'époque, sous la forme de deux ou trois étages en retrait les uns par rapport aux autres et constitués de tables supportées par des pilastres laissant passer la lumière. Après le décès de Poelaert, on n'osa pas construire cet édifice — trop audacieux et innovant pour l'époque — et on préféra couronner le palais par une coupole correspondant plus aux habitudes monumentales à travers le monde.
Le portique central, situé à 39 mètres de haut, est surmonté du buste de la déesse Minerve Athéna, déesse de la justice, de la loi et de l'équité, due au sculpteur belge Joseph Ducaju.

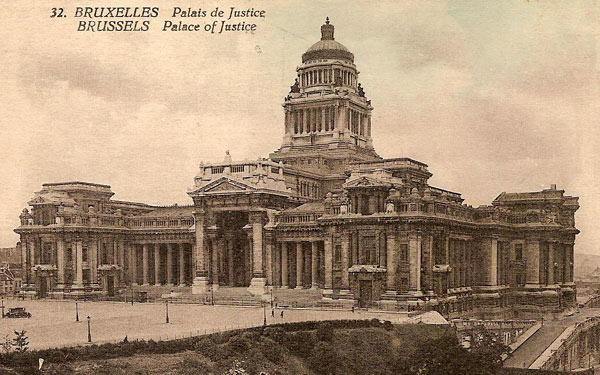
Cette carte postale ancienne permet de voir la forme aplatie de la coupole d'origine.

Pendant la Seconde Guerre mondiale, le 3 septembre 1944, alors qu'ils étaient en déroute et s'apprêtaient à quitter Bruxelles, les Allemands mirent le feu à la coupole. Elle s'effondra rapidement et l'incendie se propagea. Pour faire bonne mesure, les Allemands avaient également fait sauter une partie des caves. Les pompiers mirent deux jours pour venir à bout de l'incendie. L'explosion d'un missile V1 le 4 novembre 1944 dans la rue des Minimes occasionna des dégâts supplémentaires. En 1948, les travaux de restauration furent confiés à l'architecte-ingénieur Albert Storrer. À cette occasion, le dôme fut surélevé de 2,50 m de façon à présenter une forme plus bombée que la précédente dont la silhouette un peu plate avait fait l'objet de critiques.

## Une glorification de la Justice et du pouvoir judiciaire

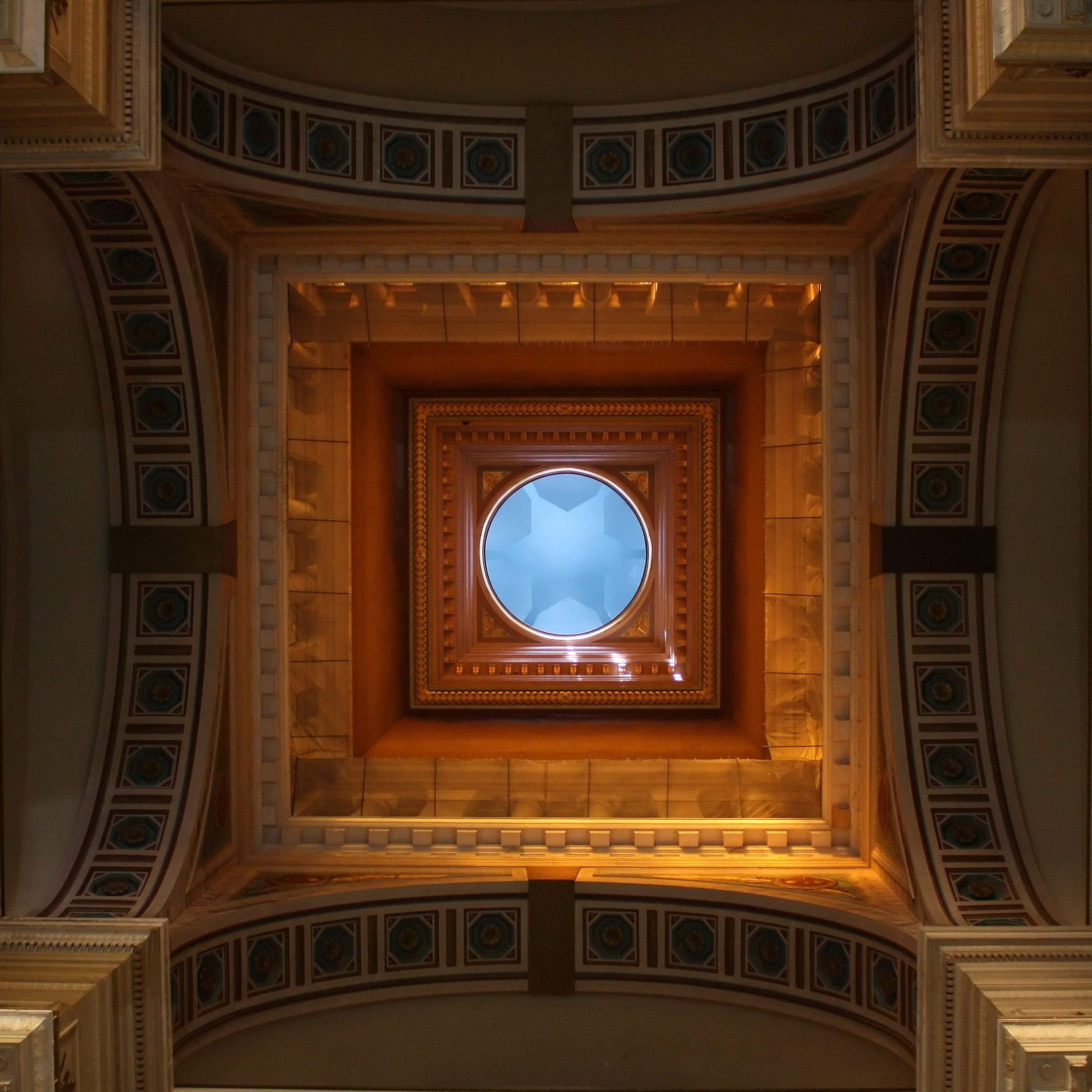
L’intérieur de la coupole.

Tout comme la colonne du Congrès, du même architecte Poelaert, où sont inscrits dans le marbre les articles de la Constitution belge, la plus progressiste d'Europe à ce moment-là, le but symbolique matérialisé par le palais de justice, selon les conceptions de l'architecture de l'époque qui voulait rendre visible dans la pierre les institutions, était de représenter et de concrétiser l'indépendance absolue de l'un des trois pouvoirs, le pouvoir judiciaire, par rapport aux deux autres, ainsi que l'avait voulu le Congrès national dans la nouvelle constitution garante de la démocratie. La symbolique du palais, présente partout dans ses décors, se référait aux divers aspects de la fonction judiciaire, de la justice et du droit, elle montrait le triomphe tout récent du droit et de la Justice, désormais démocratique, émanant du peuple, égale pour tous et succédant à l'arbitraire de l'Ancien Régime.

## Un monument à la mesure du règne deLéopoldIer
Dernière œuvre de Poelaert conçue sous Léopold Ier, le palais de justice en couronne le règne et résume l'idéologie et la pensée de la première génération des fondateurs de la Belgique, axée sur le droit et la défense des libertés. Même si, tant Léopold Ier que Poelaert n'en virent pas l'achèvement, les derniers représentants de cette génération des fondateurs purent ainsi y contempler comme le bouquet final de leur œuvre créatrice d'un nouvel État parlementaire et démocratique.

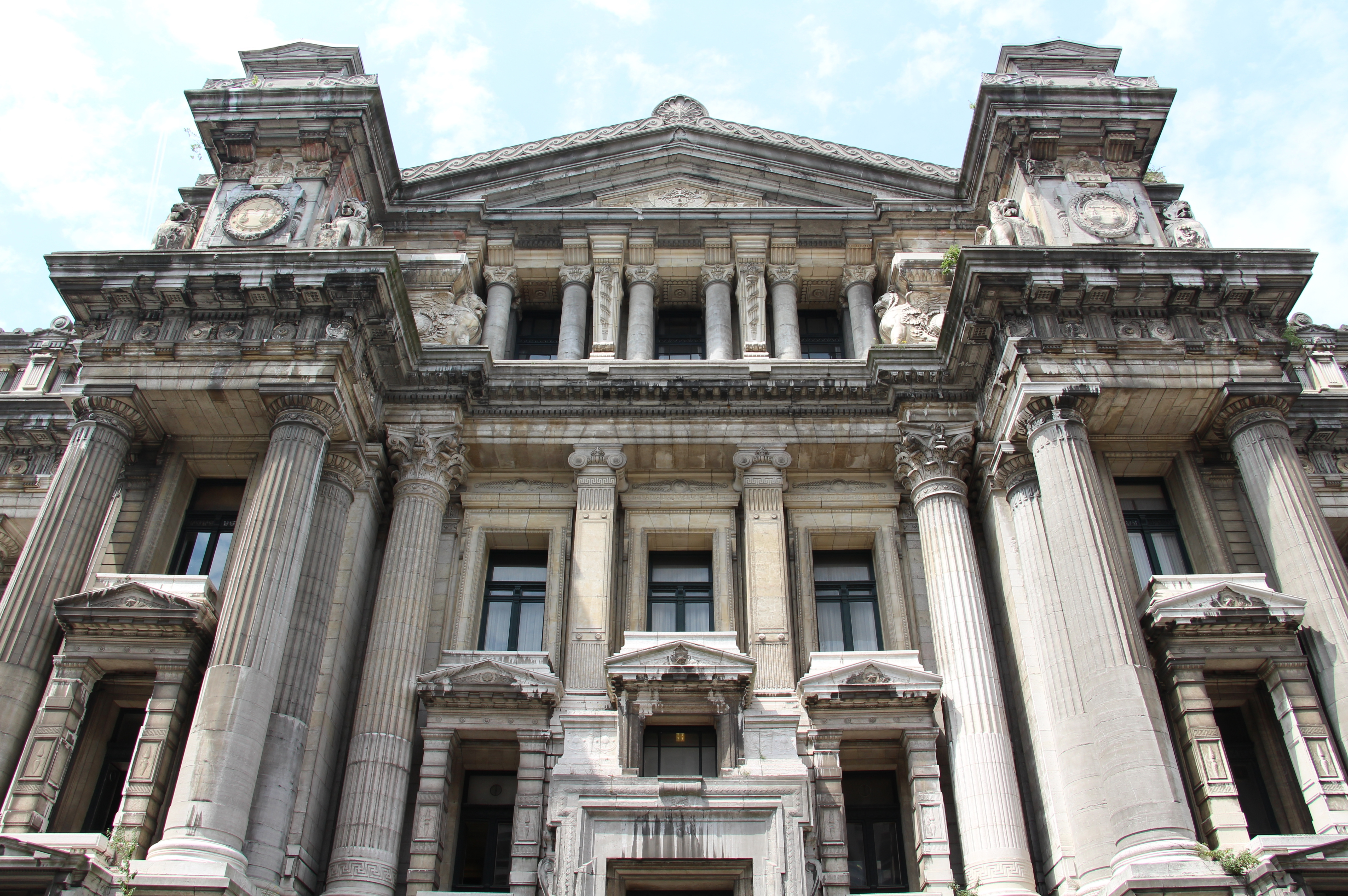
Façade côté ouest du palais de justice.

## Le palais vu par quelques contemporains
L'architecte de l'opéra de Paris, Charles Garnier, considérait le palais de justice de Bruxelles comme « un monstre de qualité ».
Paul Verlaine : « C'est biblique et michelangelesque, avec du Piranèse et un peu, peut-être, de folie — de la bonne, ma foi ».
Sigmund Freud, en 1885 : « Au sommet d'une pente raide se trouve un bâtiment … d'une telle beauté que l'ensemble fait immédiatement penser à un palais royal assyrien ou à une illustration de Gustave Doré ».

## Le palais vu par la postérité
Pour le Grand atlas de l'architecture mondiale[source insuffisante], « Souvent limité aux exercices de dessin académique, le colossal est, ici, concrétisé magistralement. S'il conserve la dignité des temples à colonnades et frontons, il l'enrichit du fantastique de la démesure. ».

## Préservation du palais
Une campagne de restauration du bâtiment débute en 1984. Accusant divers retards, cette campagne n'est toujours pas terminée à l'heure actuelle. Ainsi l'état de l'édifice se dégrade, et depuis la fin du XXe siècle, plusieurs juridictions ont successivement quitté le palais de justice, au motif que celui-ci ne répondrait plus aux critères qu'exige l'exercice de la justice contemporaine (notamment en matière d'espace de travail requis). Dès lors, l'entretien de ce bâtiment vidé à 70 % se révéla problématique.

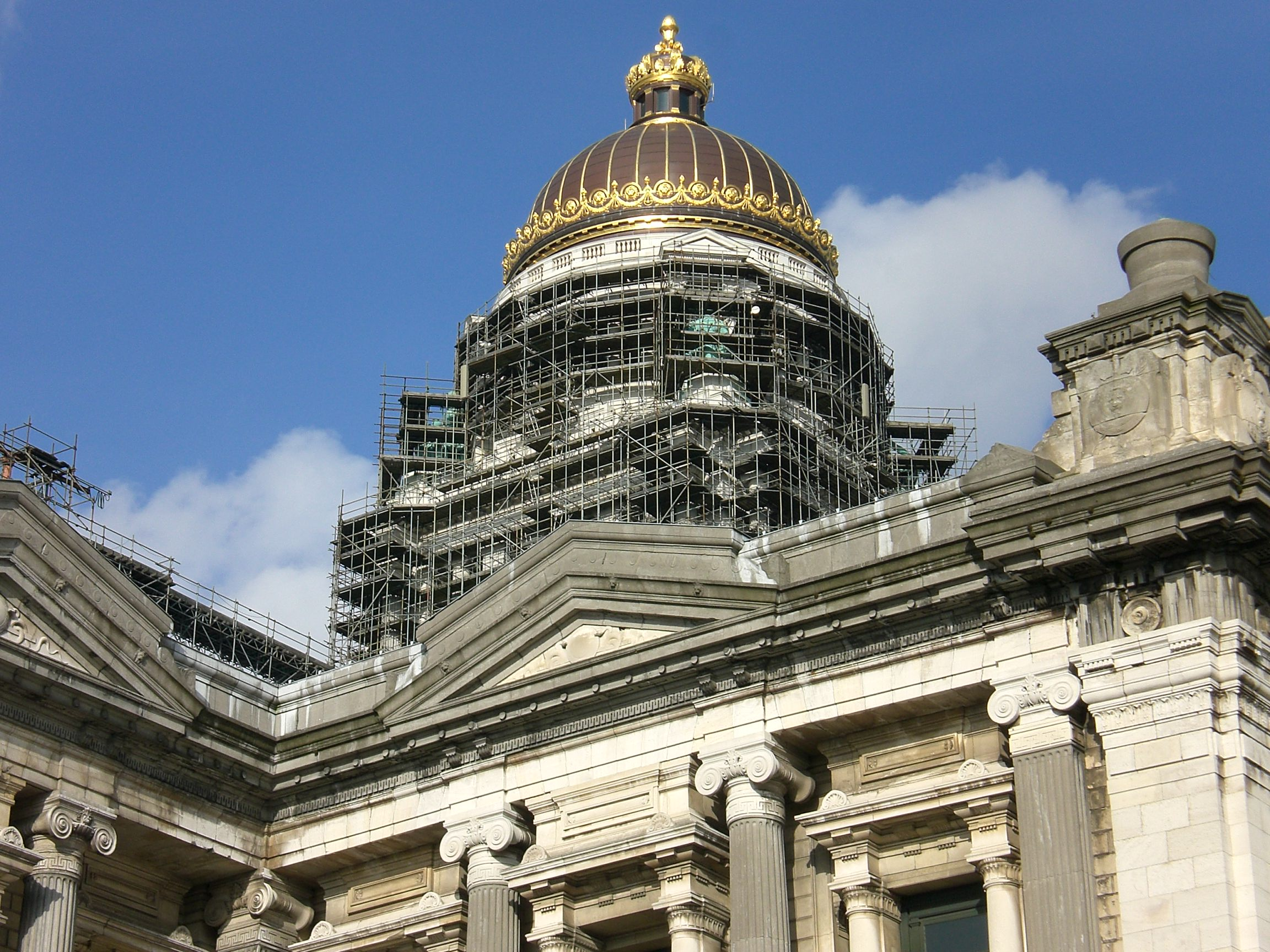
La coupole du palais de justice avec ses échafaudages.

Cependant, le Gouvernement de la Région de Bruxelles-Capitale finit par prendre deux arrêtés de classement, les 3 mai 2001 et 28 février 2008, « en raison de son intérêt historique, artistique et technique ».
Le palais est recouvert d'échafaudages depuis 1984. La campagne de restauration a pris tellement de retard que les échafaudages installés en 2005 ont eux-mêmes dû faire l'objet d'une restauration au cours des années 2010,. Plusieurs plans se sont succédé pour trouver des solutions à la vétusté des bâtiments et aux problèmes de sécurité. Mais les travaux devraient durer encore de nombreuses années, de telle sorte que la ville de Bruxelles a proposé de bâcher les échafaudages fin 2014.
En 2008, alors qu'un concours mondial destiné à réhabiliter le palais de justice de Bruxelles a donné les résultats les plus divers, ce bâtiment est proposé pour être reconnu par l'UNESCO comme faisant partie du patrimoine mondial de l'humanité. Cette nomination devrait inciter les pouvoirs publics à prendre des mesures de protection et réhabilitation, afin que celui-ci garde son affectation initiale. D'autant plus que cette option fait l'unanimité au sein de la magistrature et des avocats du barreau, tout en recevant le soutien de l'opinion publique.
Le Fonds mondial pour les monuments a placé le palais de justice sur sa liste de monuments menacés pour l'année 2016.
En 2018, à la suite de l'effondrement d'une partie du plafond des greffiers, Jean de Codt, premier-président de la Cour de cassation et plus haut magistrat du pays, s'exprime ouvertement dans les médias pour réclamer plus de moyens financiers afin d'assurer la pérennité du bâtiment et la sécurité de ceux qui y travaillent.
Les nombreuses toitures ont été refaites bien avant la crise du Covid. 
Une équipe permanente de suivi du palais est créée en 2021, le TEAM P1, composé de membres de la Régie des Bâtiments (propriétaire des lieux pour compte de l'Etat belge) et le SPF Justice qui l'occupe en totalité. Composée de managers et de techniciens, elle assure le suivi de l'entretien et participe à la rénovation du bâtiment.  
En 2022, des travaux supplémentaires ont été annoncés, emportant la date estimée de fin des réparations potentiellement jusqu'à 2025.
140 ans après son inauguration, la restauration des façades fut lancée le 16 octobre 2023. La première phase (2023-2025+) couvre la façade Poelaert, son péristyle, l'escalier et la cour d'honneur. A l'issue de celle-ci, les échafaudages principaux seront retirés.  
Suivra la restauration du tambour de la coupole (25-27), permettant de retirer les ultimes échafaudages permanents, avant de clore la décennie avec les facades Laines et Wijnants (27-29). L'ultime façade, côté Minimes, sera rénovée après le bicentenaire de la Belgique.

## Un lieu de légendes

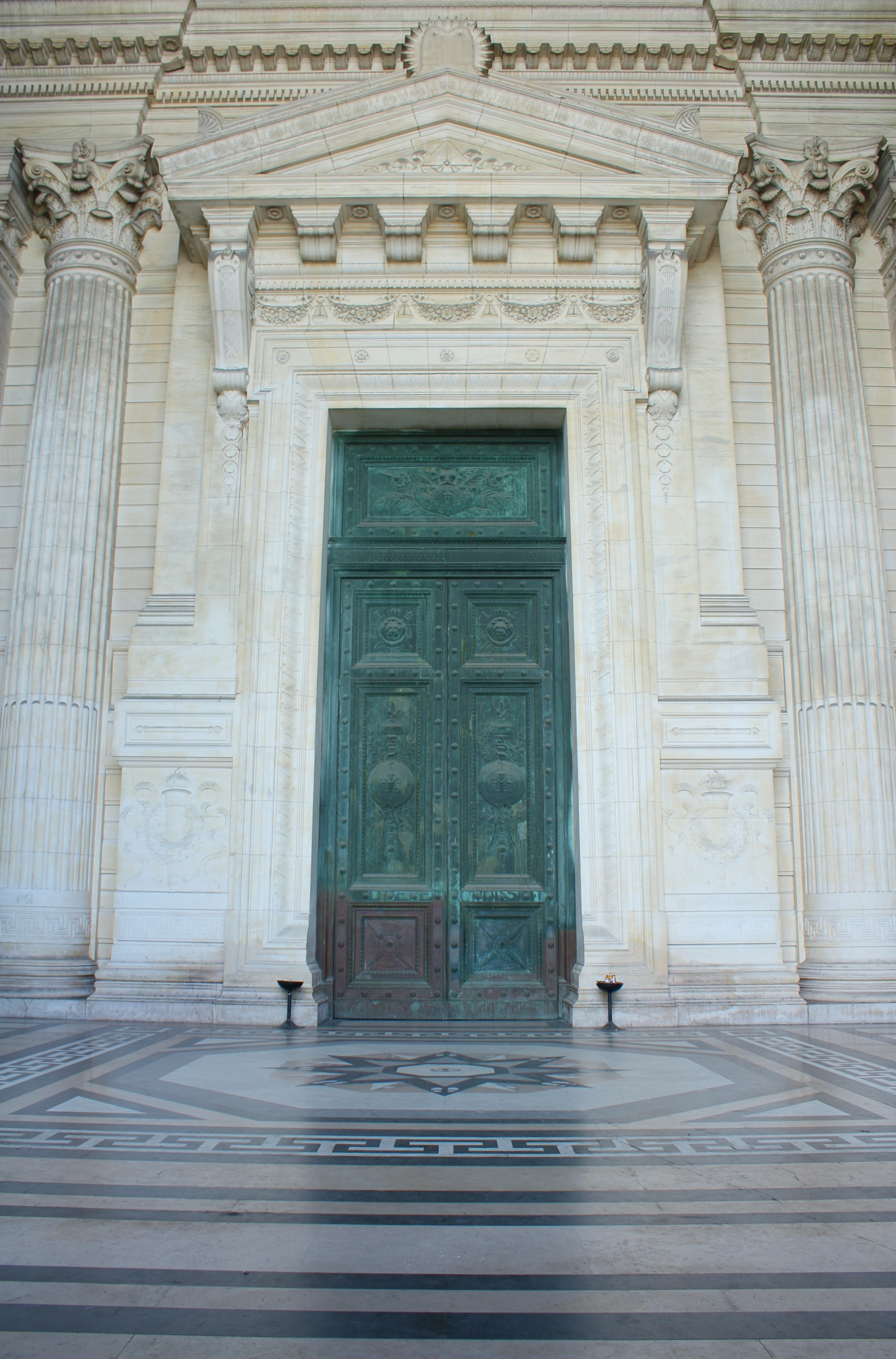
La porte d'entrée du palais de justice.

Une légende née au XXe siècle prétend que les petites gens déplacées n'eurent d'autre revanche que le sobriquet dont ils parèrent l'architecte Joseph Poelaert dans le patois bruxellois des Marolles : schieven architek, qu'on pourrait traduire à peu près par « architecte de travers ». De nos jours, ces deux mots restent une insulte utilisée par les personnes pratiquant ce dialecte.
Une autre légende urbaine affirme que Poelaert devint fou, dépassé par l'ampleur de son œuvre. Et d'aucuns de lier la démesure piranésienne du palais de justice de Bruxelles avec les exigences intellectuelles et la débauche de force physique que l'architecte exigeait de lui-même, lui qui voulait tout concevoir et tout contrôler, finissant par s'user à la tâche. Or, il n'en est rien. Il est possible que Poelaert ait été épuisé après dix-sept ans de soucis lorsqu'il fut frappé d'une congestion cérébrale (AVC) dont il décéda rapidement. Mais il n'y eut aucune période de folie dans la vie de cet architecte formé à Paris et possédant une vaste culture architecturale et des connaissances techniques qui le rendaient capable de se confronter avec n'importe quel entrepreneur ou ouvrier[réf. nécessaire].
Le gigantisme du lieu et la masse hors norme du monument ont fait rêver quelques auteurs, comme le dessinateur de bandes dessinées le baron François Schuiten. Au point de voir dans cet ensemble classique des symboles qui, selon eux, truffent ce bâtiment. Qui serait d'ailleurs, toujours selon eux, le lieu de réunions de sociétés secrètes, directement liées à l’histoire du Palais.[réf. nécessaire]
Beaucoup ont prétendu que le palais aurait été construit avec le « sang des Congolais », affirmation qui relève d'un certain anachronisme. En effet, la construction de celui-ci fut décidée par le gouvernement belge en 1861, sous le règne de Léopold Ier, et fut achevée en octobre 1883, soit un an avant le début de la conférence de Berlin qui attribua, en 1885, le bassin du Congo à l'Association internationale présidée par Léopold II de Belgique. En réalité, la construction du palais de justice a été entièrement financée par les contribuables censitaires belges (le reste de la population ne payant pas encore d'impôts) et ne doit donc rien à la colonisation du futur Congo belge par Léopold II, lequel ne donna d'ailleurs pas un franc pour les travaux de construction puisqu'il ne les avait pas commandés.

## Une copie à Lima

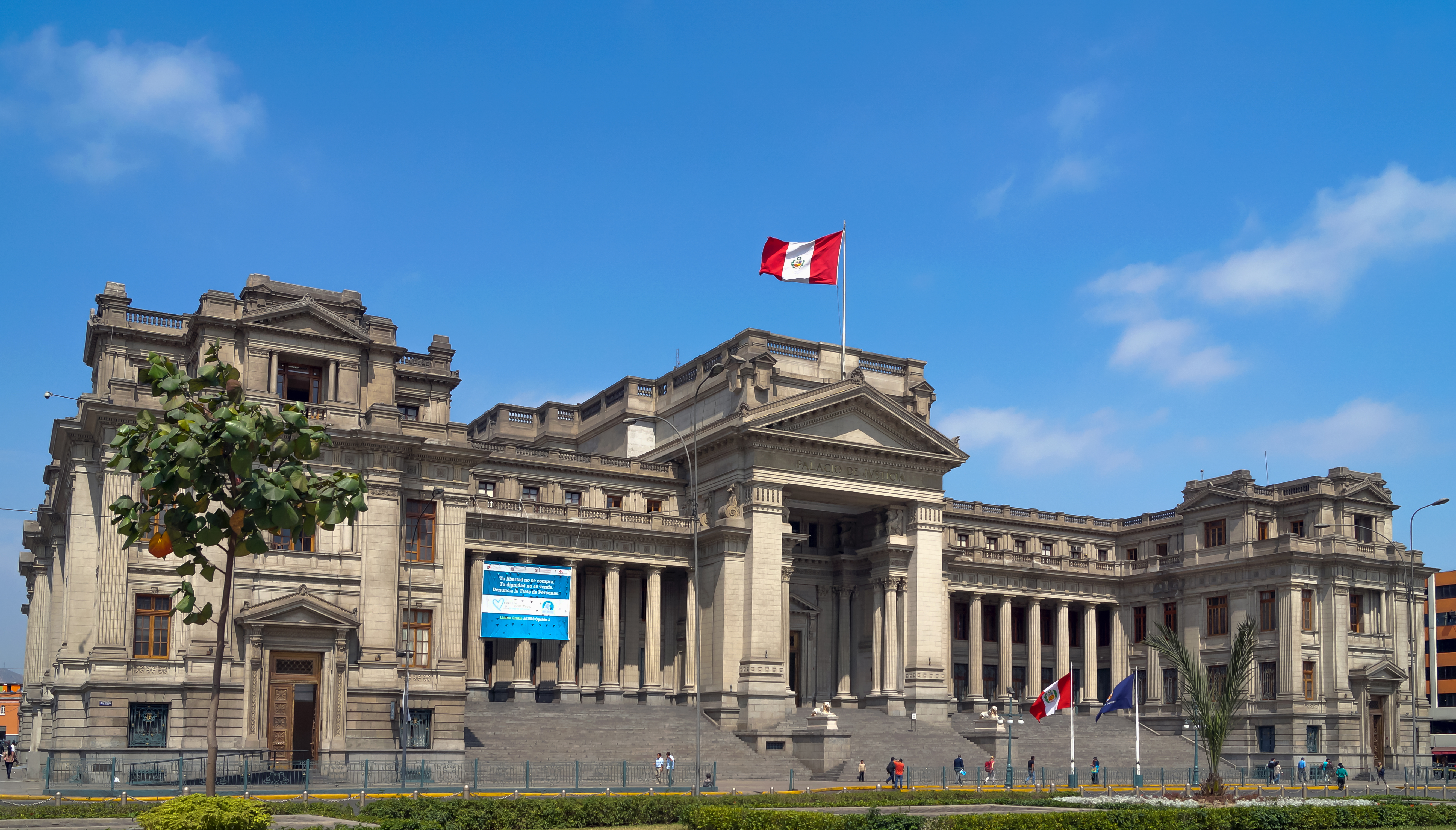
Le palais de justice de Lima.

Une « transposition » de ce palais fut construite entre 1929 et 1937 à Lima, la capitale du Pérou. Néanmoins, les proportions de l’édifice de Lima sont plus modestes que celles de celui de Bruxelles et il n'a pas de coupole.

## Un lieu propice pour démontrer que la Terre tourne et pour favoriser les communications modernes
La haute coupole de la salle des pas perdus servit pour y installer un énorme pendule de Foucault afin de démontrer par les traces laissées dans du sable fin que la terre tourne bien sur elle-même, changeant ainsi la direction du traçage dans le sable par rapport au bâtiment…
Cette expérience fut réalisée en 1951 pour célébrer le centenaire de l'expérience réalisée par Foucault.
À partir de 1964, le vide sous la coupole abrita les installations techniques du centre de l'Eurovision ainsi que les techniciens qui assuraient les échanges de programmes télévisés européens reçus et émis vers les relais extérieurs grâce à une grande antenne dressée au sommet du dôme.

## Dans la culture
- Dans la reprise des aventures en bande dessinée de Blake et Mortimer, Le Dernier Pharaon (2019) par Jaco Van Dormael, Thomas Gunzig et François Schuiten paru aux Éditions Blake et Mortimer, le palais de justice de Bruxelles apparaît comme le lieu central de l'intrigue[38],[39].
- Un photomontage montrant la coupole du Palais de Justice en feu sert de cover à l'album MOERAS (2022) du groupe de hip-hop belge STIKSTOF[40].